# Garth (krantenstrip)
Garth is een Britse stripreeks van Stephen Dowling. Deze krantenstrip begon in 1943 in de krant Daily Mirror en liep er tot 1997. Deze langlopende strip kende verschillende tekenaars: vanaf 1957 John Allard, vanaf 1971 Frank Bellamy. Na het overlijden van Bellamy in 1976 werd de strip Garth hernomen door Martin Asbury in de stijl van Bellamy, terwijl Jim Edgar instond voor enkele scenario's.

## Inhoud
Garth is een atletische jongeman met een uitzonderlijke kracht. Hij komt uit de Griekse oudheid en bezit de gave om zich te transformeren in verschillende personages. Zo kan hij avonturen beleven als soldaat tijdens de Amerikaanse burgeroorlog, als detective in het hedendaagse Engeland of als ruimtereiziger in de toekomst.